# Pic de Mariola
El Pic de Mariola és una muntanya de 2.663 metres que es troba entre el municipi de Lladorre, a la comarca del Pallars Sobirà i la comuna de Coflens de la regió d'Occitània a l'Arieja a França.
Aquest cim està inclòs al llistat dels 100 cims de la FEEC